# Локпорт-Гайтс (Луїзіана)
Локпорт-Гайтс (англ. Lockport Heights) — переписна місцевість (CDP) в США, в окрузі Лафурш штату Луїзіана. Населення — 1171 особа (2020).

## Географія
Локпорт-Гайтс розташований за координатами 29°39′20″ пн. ш. 90°32′52″ зх. д. / 29.65556° пн. ш. 90.54778° зх. д. (29.655687, -90.547882).  За даними Бюро перепису населення США в 2010 році переписна місцевість мала площу 3,47 км², з яких 3,39 км² — суходіл та 0,08 км² — водойми.

## Демографія
Згідно з переписом 2010 року, у переписній місцевості мешкало 1286 осіб у 468 домогосподарствах у складі 351 родини. Густота населення становила 371 особа/км².  Було 489 помешкань (141/км²).
Расовий склад населення:
| - 94,6 % — білих - 2,7 % — корінних американців - 1,4 % — чорних або афроамериканців - 0,2 % — азіатів |

До двох чи більше рас належало 0,9 %. Частка іспаномовних становила 1,2 % від усіх жителів.
За віковим діапазоном населення розподілялося таким чином: 24,7 % — особи молодші 18 років, 63,5 % — особи у віці 18—64 років, 11,8 % — особи у віці 65 років та старші. Медіана віку мешканця становила 37,3 року. На 100 осіб жіночої статі у переписній місцевості припадало 102,2 чоловіків;  на 100 жінок у віці від 18 років та старших — 96,2 чоловіків також старших 18 років.
Середній дохід на одне домашнє господарство  становив 62 459 доларів США (медіана — 56 688), а середній дохід на одну сім'ю — 60 121 долар (медіана — 53 571). За межею бідності перебувало 16,7 % осіб, у тому числі 20,2 % дітей у віці до 18 років та 24,8 % осіб у віці 65 років та старших.
Цивільне працевлаштоване населення становило 606 осіб. Основні галузі зайнятості: освіта, охорона здоров'я та соціальна допомога — 17,5 %, роздрібна торгівля — 16,2 %, будівництво — 10,4 %, науковці, спеціалісти, менеджери — 9,7 %.